# Joseph Attard
Joseph Attard (Dingli, 1965. július 1. –) máltai nemzetközi labdarúgó-játékvezető.

## Pályafutása

### Labdarúgóként
Ifjúsági korában labdarúgóként szerepelhetett a Kanadai labdarúgó-szövetség U16-os és U18-as labdarúgó-válogatott csapataiban.

### Labdarúgó-játékvezetőként

#### Nemzeti játékvezetés
A játékvezetésből 1989-ben vizsgázott. Ellenőreinek, sportvezetőinek javaslatára lett az I. Liga játékvezetője. Az aktív nemzeti játékvezetéstől 2009-ben vonult vissza.

##### Nemzeti kupamérkőzések
Vezetett Kupa-döntők száma: 2.

###### Máltai Kupa
| Időpont | Helyszín                  | Mérkőzés típusa | Mérkőzés                          | Eredmény |
| ------- | ------------------------- | --------------- | --------------------------------- | -------- |
| 1998.   | Nemzeti Stadion, Valletta | döntő           | Hibernians FC–Valletta FC         | 2 : 1    |
| 2007.   | Nemzeti Stadion, Valletta | döntő           | Hibernians FC–Sliema Wanderers FC | 0 : 0    |

#### Nemzetközi játékvezetés
A Máltai labdarúgó-szövetség (MFA) Játékvezető Bizottsága (JB) terjesztette fel nemzetközi játékvezetőnek, a Nemzetközi Labdarúgó-szövetség (FIFA) 2000-től tartotta nyilván bírói keretében. Több nemzetek közötti válogatott és klubmérkőzést vezetett, vagy működő társának 4. bíróként segített. FIFA JB besorolás szerint első kategóriás bíró. A máltai nemzetközi játékvezetők rangsorában, a világbajnokság-Európa-bajnokság sorrendjében a 4. helyet foglalja el 3 találkozó szolgálatával. Az aktív nemzetközi játékvezetéstől 2009-ben a FIFA JB 45 éves korhatárát elérve búcsúzott. Bűnösnek találták egy 2008-as vesztegetési ügyben, ezért minden a labdarúgással kapcsolatos tevékenységtől örökre eltiltották. Válogatott mérkőzéseinek száma: 12.

##### Világbajnokság
A világbajnoki döntőhöz vezető úton Dél-Koreába és Japánba a XVII., a 2002-es labdarúgó-világbajnokságra és Németországba a XVIII., a 2006-os labdarúgó-világbajnokságra a FIFA JB bíróként alkalmazta.

##### 2002-es labdarúgó-világbajnokság

###### Selejtező mérkőzés
| Időpont             | Helyszín                   | Mérkőzés típusa           | Mérkőzés           | Eredmény | Nézők száma |
| ------------------- | -------------------------- | ------------------------- | ------------------ | -------- | ----------- |
| 2001. szeptember 1. | Millenium Stadion, Cardiff | előselejtező (5. csoport) | Wales–Örményország | 0 : 0    | 20 000      |

##### 2006-os labdarúgó-világbajnokság

###### Selejtező mérkőzés
| Időpont           | Helyszín                      | Mérkőzés típusa           | Mérkőzés             | Eredmény | Nézők száma |
| ----------------- | ----------------------------- | ------------------------- | -------------------- | -------- | ----------- |
| 2005. március 26. | Köztársasági Stadion, Jereván | előselejtező (1. csoport) | Örményország–Andorra | 2 : 1    | 2 100       |

##### Európa-bajnokság
Az európai-labdarúgó torna döntőjéhez vezető úton Ausztriába és Svájcba a XIII., a 2008-as labdarúgó-Európa-bajnokságra az UEFA JB játékvezetőként foglalkoztatta.

##### 2008-as labdarúgó-Európa-bajnokság

###### Selejtező mérkőzés
| Időpont           | Helyszín                     | Mérkőzés típusa           | Mérkőzés          | Eredmény | Nézők száma |
| ----------------- | ---------------------------- | ------------------------- | ----------------- | -------- | ----------- |
| 2007. március 24. | Loro Boriçi Stadion, Shkodra | előselejtező (G. csoport) | Albánia–Szlovénia | 0 : 0    | 12 000      |